# Aaron Jones (giocatore di football americano 1994)
Aaron LaRue Jones (Savannah, 2 dicembre 1994) è un giocatore di football americano statunitense che milita nel ruolo di running back per i Minnesota Vikings della National Football League  (NFL).

## Carriera

### Green Bay Packers
Jones al college giocò a football alla University of Texas at El Paso dal 2013 al 2016. Fu scelto nel corso del quinto giro (182º assoluto) nel Draft NFL 2017 dai Green Bay Packers. Debuttò come professionista subentrando nella gara del secondo turno contro gli Atlanta Falcons senza tentare alcuna corsa. Il suo primo touchdown lo segnò nella vittoria del quarto turno contro i Chicago Bears. Sette giorni dopo disputò la sua prima gara come titolare risultando il miglior corridore della gara vinta contro i Dallas Cowboys in rimonta con 125 yard e il suo secondo touchdown. Per questa prestazione fu premiato come rookie della settimana. Nel settimo turno contro i New Orleans Saints corse 131 yard, con un touchdown da 46 yard, venendo premiato come running back della settimana e per la seconda volta come rookie della settimana. Nella settimana 13 fu decisivo segnando il touchdown della vittoria nei tempi supplementari contro i Tampa Bay Buccaneers dopo una corsa da 20 yard.
Nel decimo turno della stagione 2018, Jones corse 145 yard (allora un primato personale) e 2 touchdown nella vittoria sui Miami Dolphins.
Nel quarto turno della stagione 2019 Jones corse 107 yard e segnò 4 touchdown (record di franchigia pareggiato) trascinando Green Bay alla vittoria in casa dei Dallas Cowboys e venendo premiato come giocatore offensivo della NFC della settimana e come running back della settimana. Tornò ad essere premiato come giocatore offensivo della settimana nell'ottavo turno quando guadagnò un primato personale di 226 yard dalla linea di scrimmage e segnò due touchdown su ricezione nella vittoria sui Kansas City Chiefs. Due settimane dopo segnò altri tre touchdown su corsa in un Lambeau Field innevato nella vittoria sui Carolina Panthers. La sua stagione si chiuse guidando la NFL a pari merito con Derrick Henry con 16 touchdown su corsa. Nel divisional round dei playoff segnò due TD su corsa nella vittoria sui Seattle Seahawks per 28-23. Nella finale della NFC segnò altri due touchdown (uno su corsa e uno su ricezione) ma i Packers furono eliminati dai San Francisco 49ers.
Nel secondo turno della stagione 2020 Jones corse 168 yard e 2 touchdown, di cui uno da 75 yard che fu il più lungo della carriera nella vittoria sui Lions, venendo premiato come miglior running back della settimana. Lo stesso riconoscimento lo vinse nel 13º turno grazie a 130 yard corse e un touchdown nella vittoria sugli Eagles. La sua stagione si chiuse al quarto posto della NFL con 1.104 yard corse, venendo convocato per il suo primo Pro Bowl (non disputato a causa della pandemia di COVID-19). Nel divisional round dei playoff Jones corse 99 yard e segnò un touchdown nella vittoria sui Los Angeles Rams.
Nel marzo del 2021 Jones firmò con i Packers un nuovo contratto quadriennale del valore di 48 milioni di dollari.
Nel secondo turno della stagione 2022 Jones fu premiato per la quinta volta in carriera come running back della settimana dopo avere corso 132 yard e un touchdown nella vittoria sui Chicago Bears.
Nel primo turno dei playoff 2023-24, Jones corse 118 yard e segnò tre touchdown nella vittoria in trasferta che eliminò i Cowboys testa di serie numero 2 del tabellone.

### Minnesota Vikings
L'11 marzo 2024 Jones firmò con i Minnesota Vikings. Nella prima partita con la nuova maglia corse 94 yard e segnò il primo touchdown della stagione dei Vikings nella vittoria sui Giants per 28-6. Chiuse la stagione al nono posto della NFL con 1.138 yard corse.
Il 9 marzo 2025 Jones firmò un nuovo contratto biennale del valore di 20 milioni di dollari.

## Palmarès
- Convocazioni al Pro Bowl: 1

2020
- Giocatore offensivo della NFC della settimana: 2

5ª e 8ª del 2019
- Running back della settimana: 5

7ª del 2017, 5ª del 2019, 2ª e 13ª del 2020, 2ª del 2022
- Rookie della settimana: 2

5ª e 7ª del 2017
- Leader della NFL in touchdown su corsa: 1

2019